# Ceraphron caccabatus
Ceraphron caccabatus är en stekelart som beskrevs av Paul Dessart 1981. Ceraphron caccabatus ingår i släktet Ceraphron och familjen pysslingsteklar. Inga underarter finns listade i Catalogue of Life.